# China Open (теніс) 2003
Polo Open 2003 — жіночий тенісний турнір, що проходив на відкритих кортах з твердим покриттям у Шанхаї (Китай). Це був 5-й турнір China Open. Належав до турнірів 2-ї категорії в рамках Туру WTA 2003. Тривав з 15 до 21 вересня 2003 року. Перша сіяна Олена Дементьєва здобула титул в одиночному розряді.

## Учасниці основної сітки в одиночному розряді

### Сіяні пари
| Країна                      | Гравчиня         | Рейтинг1 | Сіяна |
| --------------------------- | ---------------- | -------- | ----- |
| Росія                       | Олена Дементьєва | 9        | 1     |
| США                         | Чанда Рубін      | 10       | 2     |
| Японія                      | Ай Суґіяма       | 12       | 3     |
| Іспанія                     | Кончіта Мартінес | 13       | 4     |
| Союзна Республіка Югославія | Єлена Докич      | 21       | 5     |
| Австралія                   | Алісія Молік     | 38       | 6     |
| Франція                     | Емілі Луа        | 41       | 7     |
| Зімбабве                    | Кара Блек        | 44       | 8     |

- 1 Рейтинг подано станом на 8 вересня 2003.

### Інші учасниці
Нижче подано учасниць, що отримали вайлд-кард на вихід в основну сітку:
- Сунь Тяньтянь
- Чжен Цзє

Нижче наведено учасниць, що пробились в основну сітку через стадію кваліфікації в одиночному розряді:
- Татьяна Гарбін
- Єлена Янкович
- Rossana Neffa-de los Ríos
- Мартина Суха

Такі тенісистки потрапили в основну сітку як щасливий лузер:
- Джилл Крейбас

## Учасниці основної сітки в парному розряді

### Сіяні пари
| Країна    | Гравчиня           | Країна    | Гравчиня        | Рейтинг1 | Сіяна |
| --------- | ------------------ | --------- | --------------- | -------- | ----- |
| Іспанія   | Кончіта Мартінес   | Індонезія | Анжелік Віджайя | 51       | 1     |
| Зімбабве  | Кара Блек          | Австралія | Алісія Молік    | 57       | 2     |
| Угорщина  | Петра Мандула      | Австрія   | Барбара Шетт    | 60       | 3     |
| Швейцарія | Еммануель Гальярді | США       | Чанда Рубін     | 65       | 4     |

- 1 Рейтинг подано станом на 8 вересня 2003.

### Інші учасниці
Нижче наведено учасниць, що пробились в основну сітку через стадію кваліфікації в парному розряді:
- Накамура Айко /  Окамото Сейко

Нижче подано пари, що потрапили в основну сітку як щасливі лузерищ:
- Dong Yanhua /  Zhang Yao

## Переможниці та фіналістки

### Одиночний розряд
Олена Дементьєва —  Чанда Рубін, 6–3, 7–6(8–6)

### Парний розряд
Емілі Луа /  Ніколь Пратт —  Ай Суґіяма /  Тамарін Танасугарн, 6–3, 6–3